# フジテレビ木曜夜8時枠時代劇
フジテレビ木曜夜8時枠時代劇（フジテレビもくようよるはちじわくじだいげき）は、フジテレビ系列局が木曜20時台に編成していた時代劇枠である。途中、21時台にも編成されていた時期あり。

## 作品リスト
本サイト内で詳細判明。

### 第1期
- 三匹の侍（第1シリーズ、1963年10月10日 - 1964年4月9日）

### 第2期
- 三匹の侍（第2シリーズ、1964年10月1日 - 1965年4月15日）

### 第3期
- 三匹の侍（第3シリーズ、1965年10月7日 - 1966年4月7日）

### 第4期
- 三匹の侍（第4シリーズ、1966年10月6日 - 1967年3月30日）

### 第5期
- 三匹の侍（第5シリーズ、1967年10月5日 - 1968年3月28日）

### 第6期
- 三匹の侍（第6シリーズ、1968年10月3日 - 1969年3月27日） - この作品まで20:00 - 20:56に放送。
- 花のお江戸のすごい奴（1969年4月3日 - 1969年9月18日） - この作品のみ20:00 - 21:26に放送。

### 第7期
- 隼人が来る（1972年10月5日 - 1973年3月29日） - この作品から20:00 - 20:55に放送。
- 新選組（1973年4月5日 - 1973年9月27日）

### 第8期
- 座頭市物語（1974年10月3日 - 1975年4月17日）

### 第9期
- 満員御礼!三波伸介一座（1979年4月5日 - 1979年6月21日）